# Parita
El pueblo de Parita es la cabecera del distrito de Parita, en la Provincia de Herrera, República de Panamá. En 2010, la localidad tenía aproximadamebte 3123 habitantes.

## Toponimia

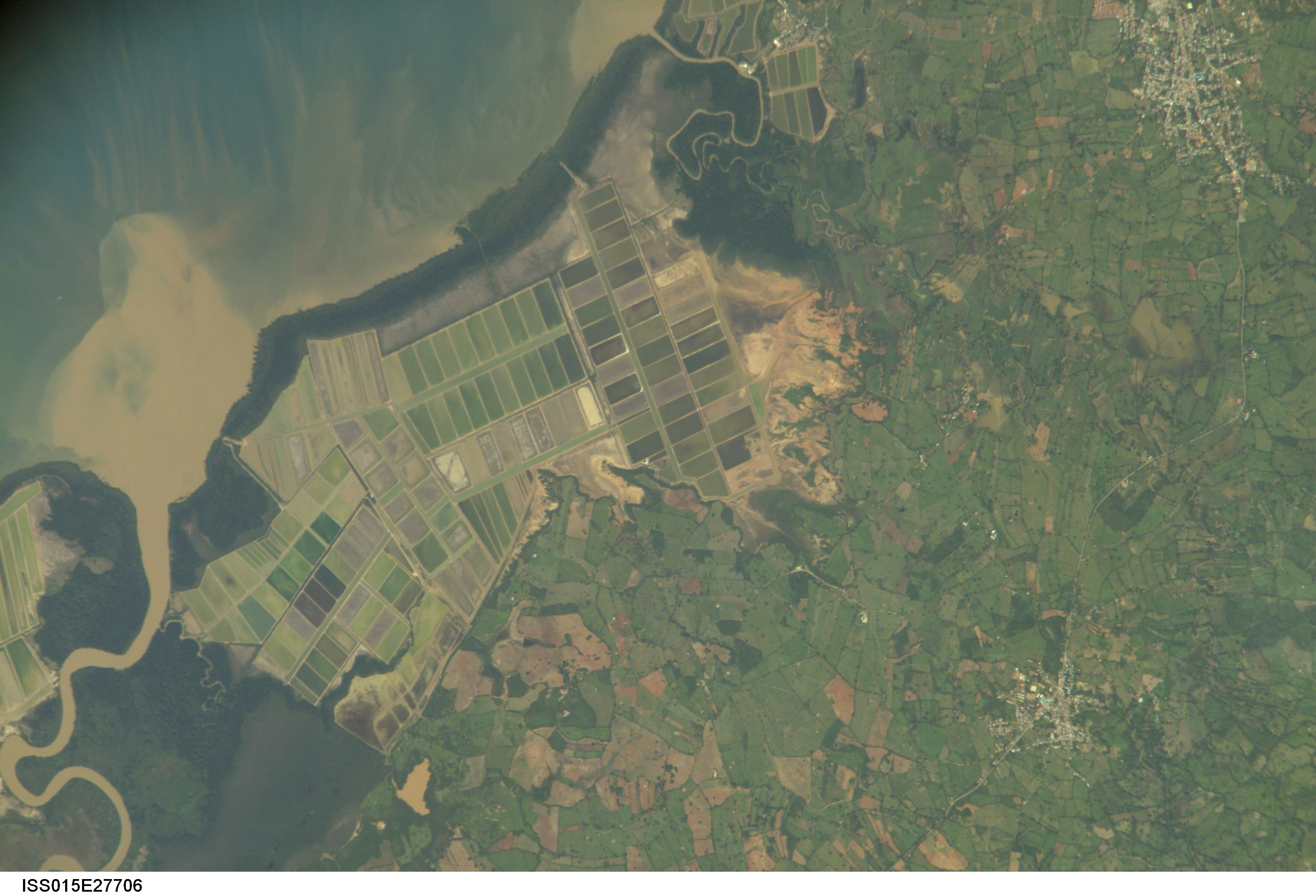
Zona agrícola de Parita

El nombre de Parita lo deriva, sin duda, de París, apodo que los españoles le asignaron al cacique Antataura.

## Límites
Corregimiento que limita al norte con el corregimiento de París y Bahía de Parita, al sur con los corregimientos del distrito de Chitré: Monagrillo y La Arena, y con los corregimientos de El Pájaro y Las Cabras del distrito de Pesé al Este, con la Bahía de Parita y al oeste con el corregimiento de Portobelillo y Las Cabras. Lo forman los regimientos de El Sesteadero y Puerto Limón.

## Demografía
La población de Parita cabecera es de 3723 habitantes. La superficie de este corregimiento es de 108,2 km² y la densidad es 31,8 habitantes por km².

## Patrimonio

### La Plaza Colonial del Histórico Pueblo de Parita
El pueblo de Parita cuenta con una superficie baldía sembrada con césped y rodeado de casas antiguas, que conservan un estilo arquitectónico colonial de gran valía, que, por acuerdo municipal y disposición de sus propietarios, permanecen casi intactas en sus fachadas, gracias a las familias Paulette, Girón, Correa, Luna, Rodríguez, Canto, Arosemena, Chiari, De Janon, Cárdenas, Martínez, Porcell, Batista, Ortega y Ríos por la entrega amable de sus casas al público espectador y la conservación de estos llamativos inmuebles.
Esta plaza ha destacado por ser el escenario de múltiples hechos en el transcurrir de los siglos [cita requerida] y es que sirvió de mercado para ventas eventuales de productos agrícolas de áreas rurales aledañas y compra-venta de esclavos negros. Además fue campo de batalla entre las familias Guardia y Goitia; actualmente es el anfiteatro para la quema de fuegos de artificios en diversas festividades, el topón de las tunas de Calle Arriba y Calle Abajo, sitio tradicional de la cuarteada del sol en la danza de los diablicos limpios y lugar obligado para tardes taurinas y cabalgatas en las patronales agostinas. 
Además se utiliza para múltiples eventos culturales Sociales y religiosos, convirtiendo a la Plaza Colonial de Parita, como baluarte del patrimonio cultural panameño.
Es importante resaltar la existencia de los portales de prominentes elevaciones de las casas, que junto al atrio o altozano de la iglesia y las escaleras de acceso, permiten apostarse para apreciar los diversos eventos.
Con gran semejanza al Ayuntamiento español, no cabe duda de que la espectacular Plaza Mayor, es una herencia hispánica que se ha convertido en testigo mudo de glorias que se llevan en lo más hondo del alma de los pariteños.

### Iglesia de Santo Domingo de Guzmán

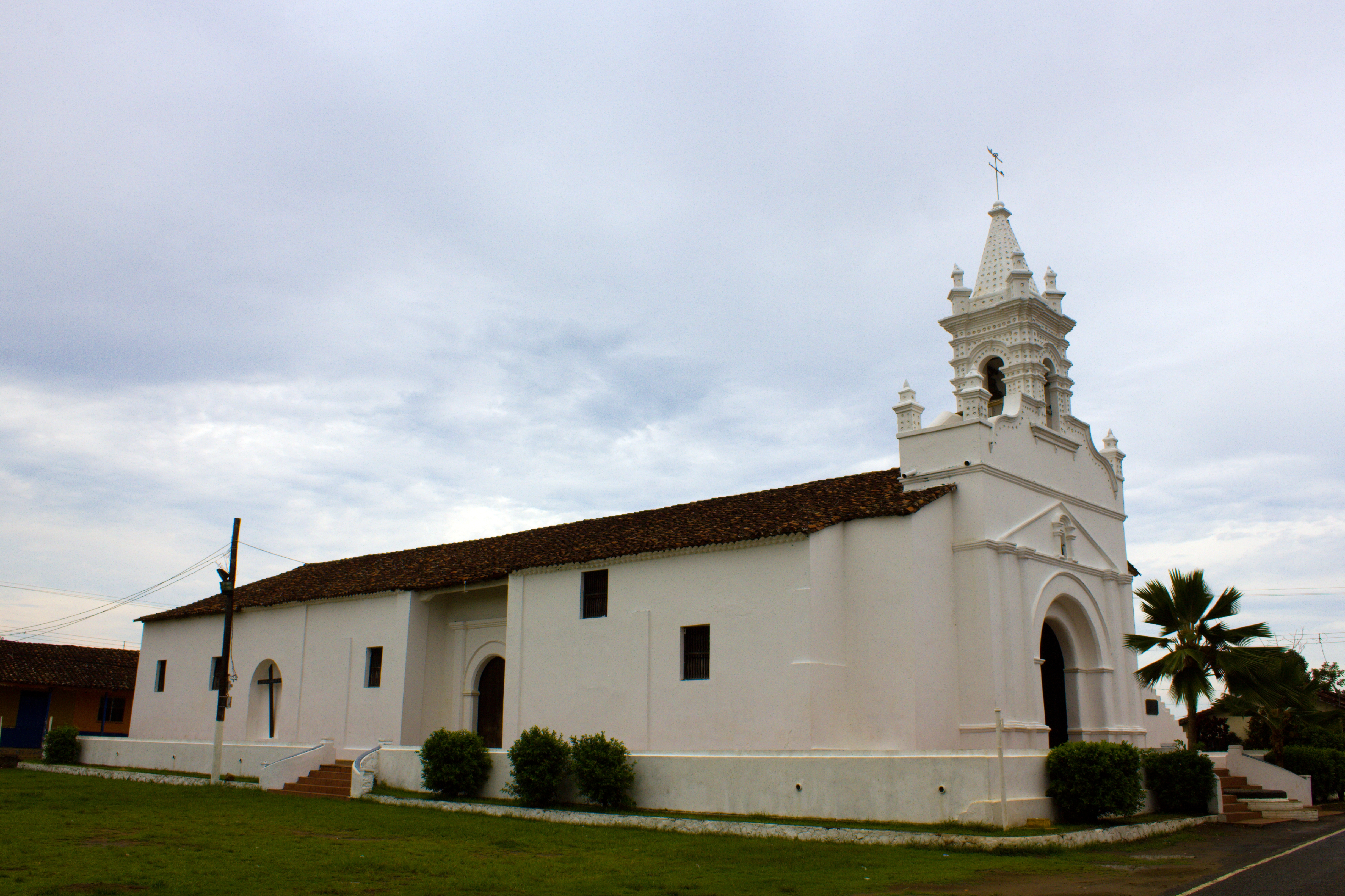
Iglesia de Santo Domingo de Guzmán, Parita

La Iglesia de Santo Domingo de Guzmán de Parita está ubicada en el distrito de Parita en la Provincia de Herrera, Panamá. Se distingue por poseer hermosos altares o retablos coloniales donde abundan los motivos estilizados en forma de frutas como granadas y flores, como girasoles y otros detalles que simulan encajes en una excelente y fina talla de madera policroma con pintura de oro. La mayoría de estilo barroco churrigueresco del siglo XVIII, y cuya escultura manifiesta la simbología católica. Fue declarado un monumento histórico nacional en 1926.

#### Historia
Una vez conformados los asentamientos hispanos, la Iglesia Católica incrementa sus esfuerzos en el fortalecimiento de la evangelización. Ocúpase de esta en Santa Elena de Parita, el Padre Pedro de Santamaría de la Orden do los dominicos. Para la realización de esta labor se requirió de una casa de oración que albergara a los feligreses, la que en sus inicios debió ser de estructura rudimentaria, quizás como las ermitas de las estancias (1542-1555) anteriores a Santa Elena. Con el correr de las años urgió la creación de un templo religioso con mayor solidez y amplitud, dejando como resultado el nacimiento, a mediados del siglo XVII, de la Iglesia Parroquial de Parita. 

#### Estructura
La iglesia está cimentada sobre un relleno por encima del nivel del terreno ocupado y presenta tres entradas: una principal y dos laterales: Estos resalte o demarcados con respeto al plano de la pared. Un vano pequeño da paso también, a la única sacristía que posee el templo, levantada en la parte izquierda de su fábrica. En su parte inferior posee tres naves (espacios delimitados por muros o filas de columnas y que se extiende a lo largo) delineadas por pilares de madera de níspero, que sostienen por otra parte, estructura de la techumbre, o dos aguas y cubierta de tejas de tipo colonial.
La fachada del inmueble está orientada hacia el sur; aloja está la pequeña torre o campanario, sostenido por cuatro arcos de medio punto una estructura cuadrada a guisa de torre regular e inequívoca, pero sin rebasar el plano frontal. El campanario es una estructura mediadas del siglo XVIII. La campana mayor data de 1804, o sea fines del periodo colonial. El acceso hacia la impresionante y singular torre se hace a través de una escalera externa situada al costado izquierdo de la portada de la exquisita edificación religiosa pariteña. La torre ubicada hacia el centro del templo, está adornada con molduras, pináculos, y conchas de madre perla, al igual que otras iglesias coloniales del país. 
La piedra redonda con la cara superior plana, es de un metro y medio de diámetro. Ella posee un hueco en el centro donde según la tradición, se colocó una cruz al fundarse la población. Es conocida como “Piedra del Perdón” porque en antes los fieles iban arrodillados desde allí al altar mayor para hacer penitencia en el viernes santo.

## Cultura

### Carnavales
Parita, es uno de los pueblos donde se celebra con alegría el Carnaval. Como en muchos de los pueblos de la región de Azuero, es celebrado antes del inicio de la cuaresma. En Parita se realizan recorridos diurnos (culecos) y nocturnos en celebración a esta fiesta.
Para la celebración de esta fiesta, el pueblo se divide en dos calles que son las anfitrionas de este magno evento Calle Arriba y Calle Abajo.
Los Carnavales Pariteños son caracterizados por ser uno de los más tradicionales de la república, en donde el tamborito se escucha durante los días del carnaval, además conservan la jocosidad de las tonadas, propias de estas fiestas.

### Semana Santa
La Iglesia celebra cada año los grandes misterios de la redención de los hombres, en marco de los cuarenta días conmemorativos a la pasión y muerte de nuestro señor Jesucristo, a la denominada cuaresma, que inicia el miércoles de ceniza con su bendición e imposición. Es así, que desde el Viernes de Dolores hasta el domingo de Resurrección, los pariteños celebran cada acto de recordación de la pasión, muerte y resurrección de nuestro Señor.

### Corpus Christi
Esta celebración data de los tiempos de la colonia, era principalmente una festividad religiosa en donde se conmemora la institución de la Eucaristía, el Cuerpo y la Sangre de Jesús. Esta celebración iba acompañada de las festividades paganas que eran representadas por diferentes danzas como: la Danza del Gran Diablo, la Montezuma Española, los Cumbembes, Diablicos Sucios, Torito Guapo, entre otras.
- Danza de Montezuma: sigue una tradición conservada en Parita desde la época colonial, y en ella se narra un pasaje de la conquista española en México por las tropas de Hernán Cortés. Es una farsa que posee música (violín, caja y tambor), parlamento y baile. Se representa en tres momentos diferentes: Corpus Christi; Octava y el día del Corazón de Jesús. Los participantes: totalizan 10 a saber: Rey Moctezuma, Capitán, Dos Caciques y por los españoles: Hernán Cortés, Abanderado, Alférez, Teniente y Capitán.

- Danza de Diablicos Limpios: Esta danza representa aquella que, en otros lugares del país es conocida como Diablicos de Espejos y Gran Diablo. Esta se presenta con un vestuario vistoso, acompañamiento térmico y posee parlamento. Cubren su rostro con una máscara, única en el país. Algunos autores ubican la procedencia de esta danza en los actos sacramentales representados antiguamente en los atrios de las iglesias, significando una lucha entre los valores del bien y el mal. A diferencia de otras danzas, esta se presenta a las doce mediodía de la víspera de Corpus Christi escenificando la “la cuarteada del sol”. El acompañamiento musical es realizado con violín, tambor y caja.

- Danza de Diablicos Sucios: Posee una variante que no se da en otros lugares y consiste en la distinción de Diablicos Sucios con Burrión y Diablicos Sucios sin Burrión, esta última es considerada originaria de Parita ya que solo en este lugar se rayan los vestidos con barro y añil. Este tipo de danzas no se presenta con parlamento o texto; solamente se efectúan bailes (zapateo, cuyo ritmo es acompañado con castañuelas y golpes con la "vejiga"). En cambio los Diablicos sucios con burrión se visten con un fustillo al cual se le adhieren tiras de tela de diferentes colores. Las máscaras en ambas variantes de Diablicos Sucios representan la cabeza de animales y el acompañamiento musical es con guitarra, la cual se ejecuta para el baile en las modalidades de pasacalle, mejorana, toletón, cumbia, etc.

- Danza del Torito Guapo: esta tiene la peculiaridad de destacar la presencia de un animal: la figura de un toro. Intervienen los siguientes personajes: la cocinera, el mayoral Joaquín, ocho vaqueros o toritos y la figura del toro. El vestuario del mayoral y los vaqueros consiste en camisa blanca y pantalón “Chino”, una soga cruzada en el pecho, un sombrero viejo y en la mano una varita adornada con cintas de colores; cubren su rostro con una mascara de cartón y cutarras en los pies. La cocinera se representa con pollerón llevando en la mano una pequeña jaba con huevos dentro. El toro es una silueta de este animal hecho de madera y tela o lona complementada con una “cachamenta”. Esta figura o pieza es llevada por una participante. Como acompañamiento musical solo interviene un tambor (claro). Esta danza tiene un parlamento que puede variar en la conformación de versos puesto que deja a la habilidad de las danzas antes el improvisar versos.

- Los parrampanes: Antiguamente reflejaban una crítica a los males, pedanterías, modas, profesiones y personajes de la clase alta. Las notas características de los parrampanes son el humorismo y su gracia (chistes). Los participantes son hombres disfrazados de vendedores, cazadores, abogados, etc.; los que visten de mujer son llamados “doñas”. Los antiguos parrampanes vestían según el papel a representar (saco, corbata, maletín. bastón, etc.). Las “doñas” vestían de pollera y trajes cortos acompañado de cartera, paraguas, zapatos apropiados. Tanto parrampanes como doñas son máscaras con facciones humanas y se acompañan con música de violín o acordeón, tambor, churruca.

### Fiestas Patronales
Cada año, al darse un aniversario más de la muerte de Santo Domingo de Guzmán, patrón de Parita, se celebra las novenas que se inician el 26 de julio y finalizan el 3 de agosto. En la Salve o víspera tiene lugar la procesión con la imagen colonial adornada con flores naturales y luces. Con la entrada del anda a la iglesia se inicia el despliegue de fuegos artificiales y repiques de campanas. El día 4 de agosto, en horas de la mañana se celebra la misa solemne presidida por el obispo y concelebrada por el clero diocesano.
Concluidos los actos religiosos, se procede a armar la barrera alrededor de la plaza, donde se darán las tardes taurinas. La Junta de Festejos es la encargada de este evento.

### Fiestas de Fundación
Al adoptar, las autoridades municipales de Parita el 18 de agosto, como día de Fundación del Distrito, la fecha se celebra con alegría y lucidez. Esta celebración incluye un Tedeum, un Acto Cívico en el Palacio Municipal, donde se desarrolla un programa, en el cual el orador oficial ilustra a los asistentes con disertaciones históricas. Concluido este acto se da inicio a un gran desfile cívico.
Cada corregimiento escoge con anticipación su Reina, que participará en la elección de la Reina Fundación, a efectuarse el sábado anterior el gran desfile.
Desde el año 2006 la Fundación para la Ayuda de Estudiantes Pariteños (FADEPA), ha llevado a adelante las actividades cívicas culturales conmemorativas a la Fundación de Parita, a través de una semana de actividades con presentaciones culturales, exposiciones, conferencias y otros, con el propósito de que su historia sea mejor conocida.